# Pavilion (construcție)

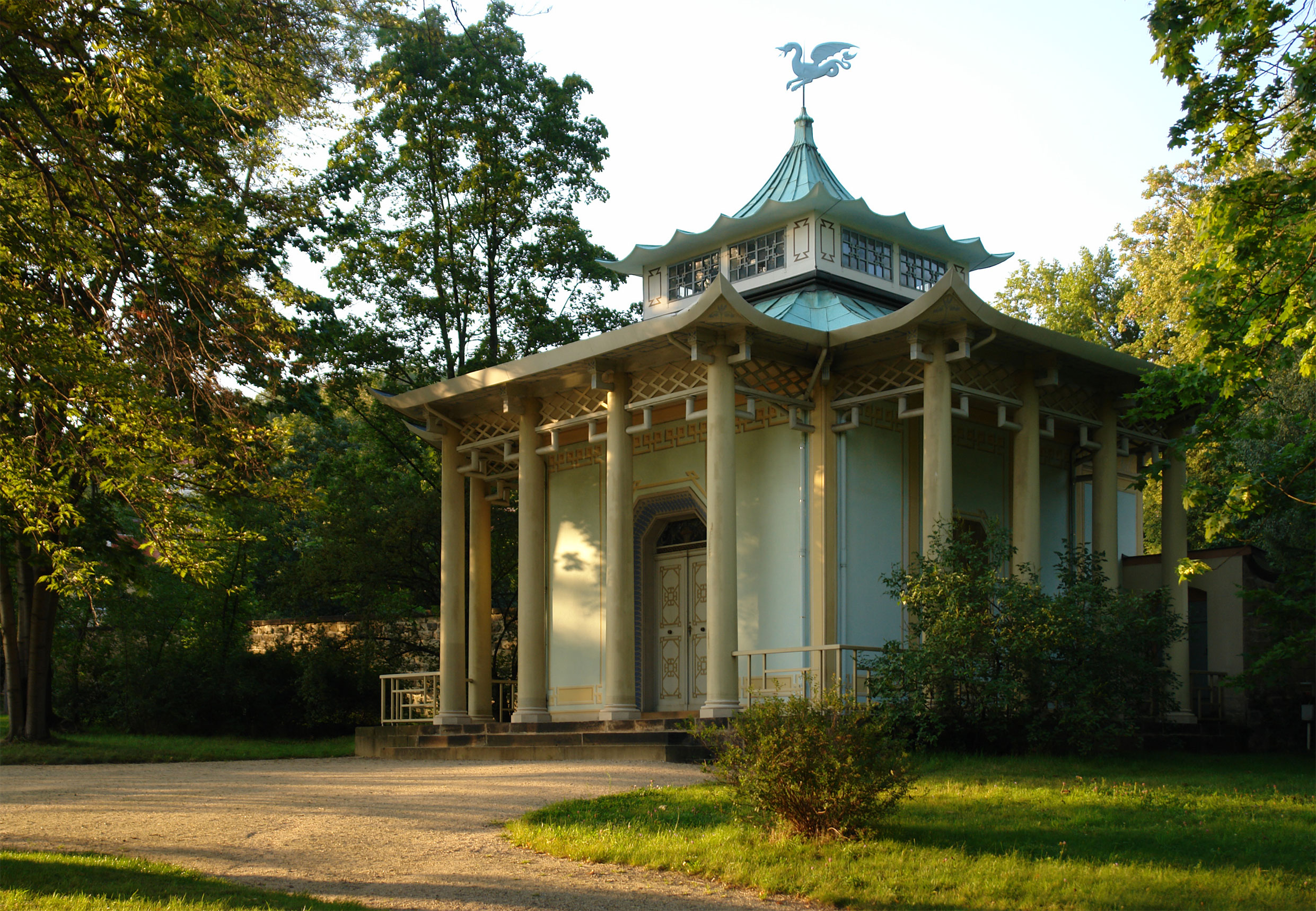
Pavilion japonez în parcul Pillnitz

Pavilion se numește fie o clădire mică, pitorească, situată într-o grădină, într-un parc sau la extremitățile unui edificiu, fie o clădire izolată într-o pădure, pe malul unui lac etc. 
Tot pavilion se numește fiecare dintre clădirile de sine stătătoare ale unui ansamblu de clădiri, care alcătuiesc o unitate administrativă sau sunt destinate unui singur scop precis, ca spitale, școli, stațiuni balneoclimaterice sau cazărmi.
Pavilion expozițional se numește o clădire, de mari dimensiuni, destinată organizării de târguri și expoziții, sau fiecare din clădirile de mai mici dimensiuni dintr-un ansamblu construit în același scop.